# Hippeastrum paquichanum
Hippeastrum paquichanum là một loài thực vật có hoa trong họ Amaryllidaceae. Loài này được (Cárdenas) Dutilh mô tả khoa học đầu tiên năm 1997.